# Bustenpaar van Frans I en Maria Theresia van Oostenrijk
Het Bustenpaar van Frans I en Maria Theresia van Oostenrijk zijn twee bustes van Frans I, keizer van het Heilige Roomse Rijk en Maria Theresia van Oostenrijk, zijn keizerin-gemalin. Het bustenpaar werd in de 18e eeuw in een Doornikse manufactuur vervaardigd. Als maker komen de Doornikse beeldhouwer Antoine Gillis of zijn tijdgenoot, de Parijzenaar Nicolas Gauron in aanmerking.

## Iconografie
Het bustenpaar, het enige complete in het Doorniks repertorium, is vervaardigd uit zacht porselein, voorzien van een emaillaag. In de details komt de Franse mode van die tijd tot uiting, zoals te zien is in de verfijnde afwerking van de roos in het corsage van Maria Theresia. Het getuigt van het talent van de maker.

## Achtergrond
Tijdens de tweede helft van de 18e eeuw rivaliseerde de Doornikse manufactuur met de grootsten in Europa. Dit kunstwerk werden aangemaakt als geschenk voor de toenmalige bewindvoerders, vlak na de machtswissel die er kwam door de Vrede van Aken in 1748. 

## Geschiedenis
In 2015 werd het Bustenpaar van Frans I en Maria Theresia van Oostenrijk aangekocht door het Erfgoedfonds van de Koning Boudewijnstichting.